# Баранівка (Хмельницький район)
Барані́вка — село в Україні, у Ярмолинецькій селищній громаді Хмельницького району Хмельницької області. Населення становить 310 осіб.

## Історія

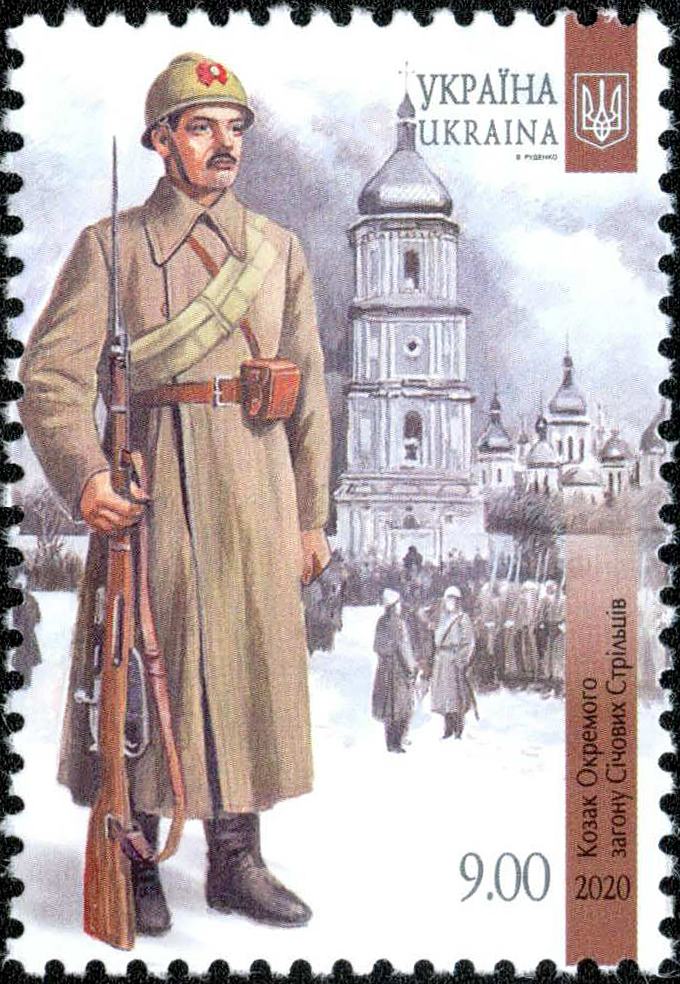
Поштова марка, козак Окремого загону Січових Стрільців

Увечері 29 жовтня 1921 року під час Листопадового рейду через Баранівку проходила Подільська група (командувач Михайло Палій-Сидорянський) Армії Української Народної Республіки.
З 24 серпня 1991 року село входить до складу незалежної України.
12 червня 2020 року, відповідно з розпорядження Кабінету Міністрів України № 727-р «Про визначення адміністративних центрів та затвердження територій територіальних громад Хмельницької області», Баранівка увійшла до Ярмолинецької селищної громади.
17 липня 2020 року, в результаті адміністративно-територіальної реформи та ліквідації Ярмолинецького району, село увійшло до складу новоутвореного Хмельницького району.

## Символіка

### Герб
В срібному щиті з опуклої зеленої бази виходить чорний тріангуляційний знак, на вершині якого червоне сонце з шістнадцятьма променями, супроводжуваний по сторонах двома зеленими дубовими листками в правий і лівий перев'язи. У базі золотий квадрат. Щит вписаний в золотий декоративний картуш і увінчаний золотою сільською короною. Унизу картуша напис «БАРАНІВКА».

### Прапор
Квадратне полотнище розділене горизонтально опукло у співвідношенні 3:1 на білу і зелену частини. З нижньої частини виходить чорний тріангуляційний знак, на вершині якого червоне сонце з шістнадцятьма променями, супроводжуваний по сторонах двома зеленими дубовими листками діагонально до верхніх кутів.

### Пояснення символіки
Тріангуляційний знак означає дугу Струве, що проходила в цих місцях, дубові листки означають дуб Кармелюка.
На прапорі повторюються кольори і фігури герба.

## Галерея

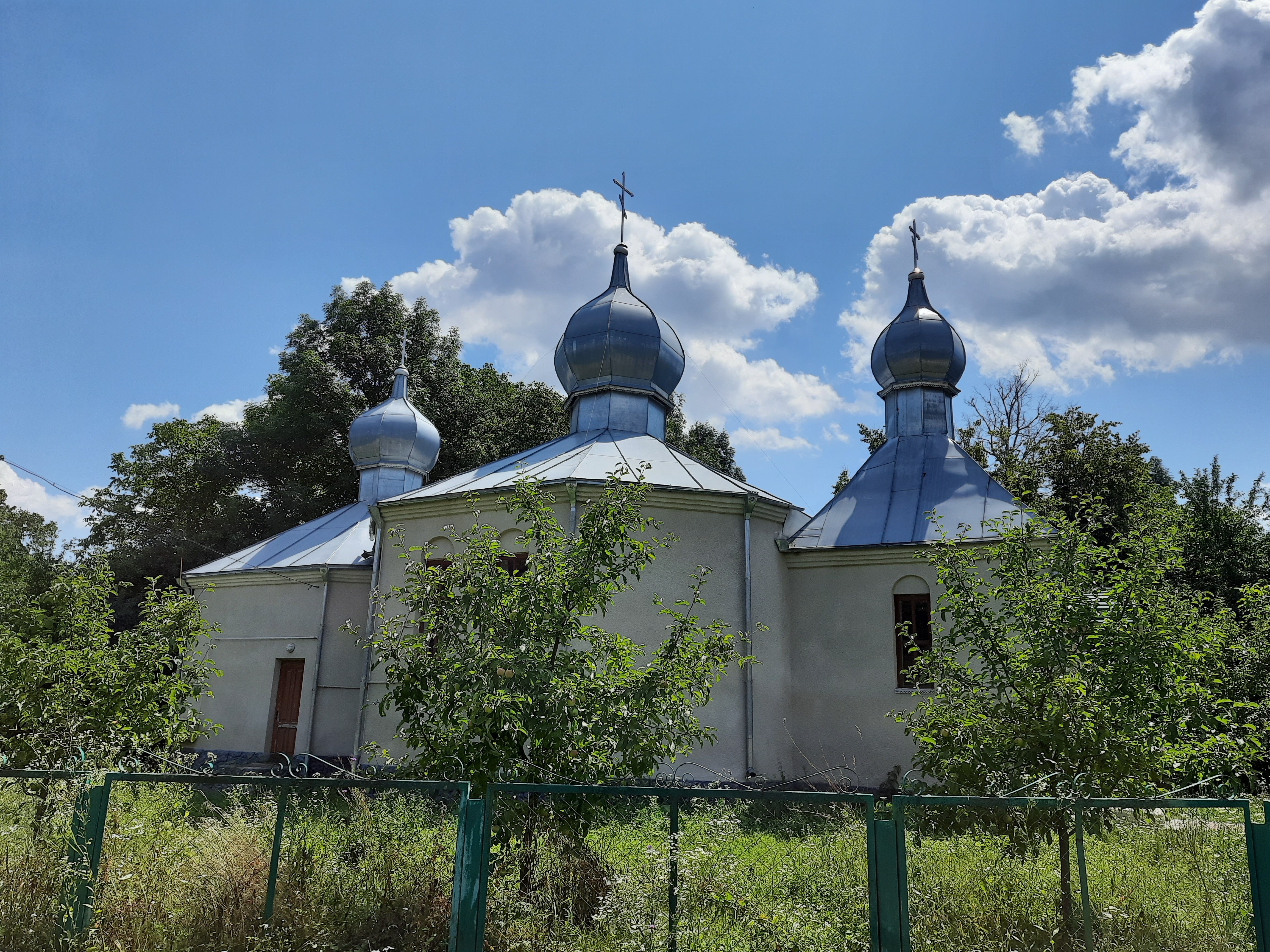
Успенська церква
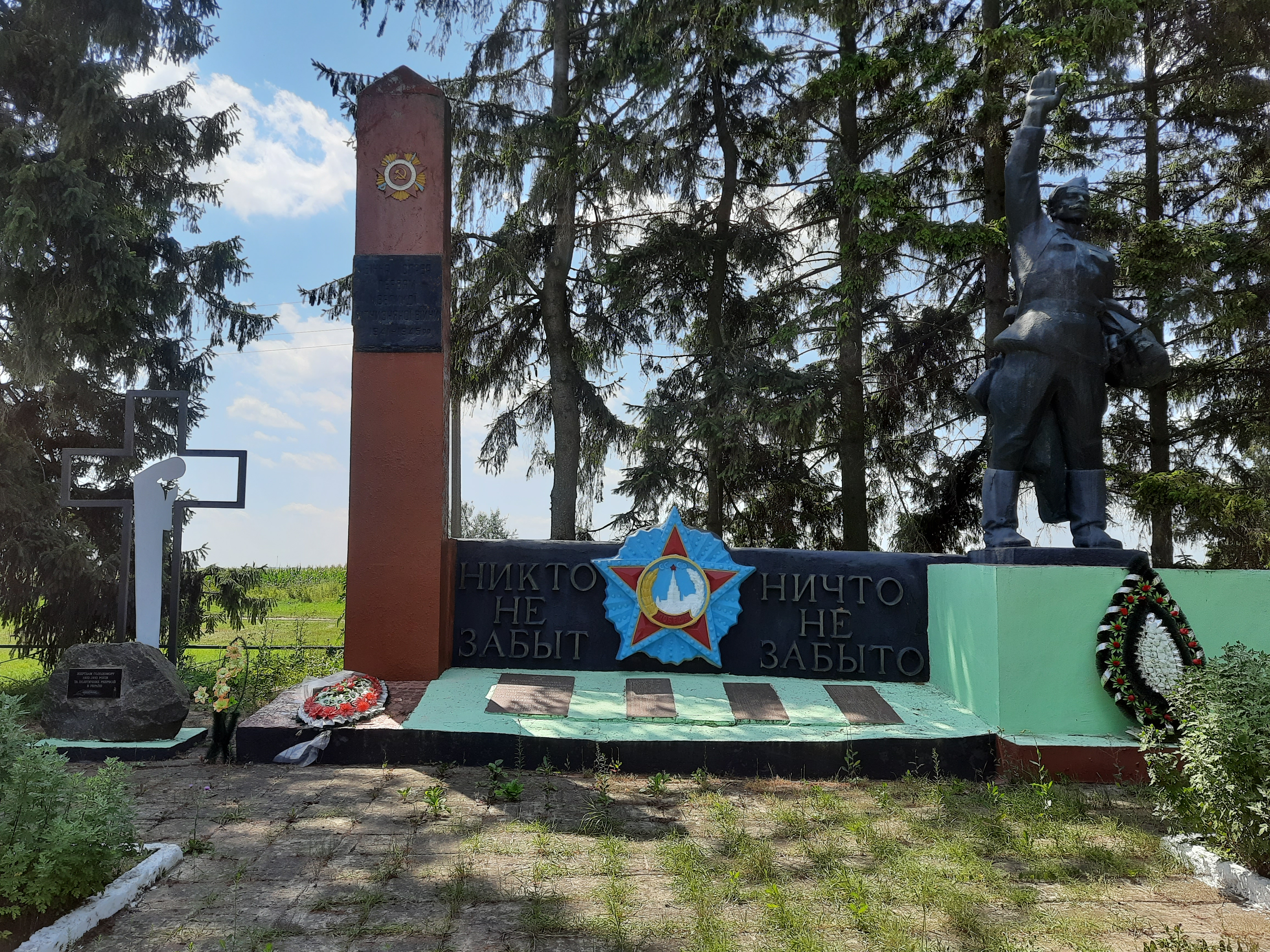
Пам'ятний знак на честь воїнів-односельців
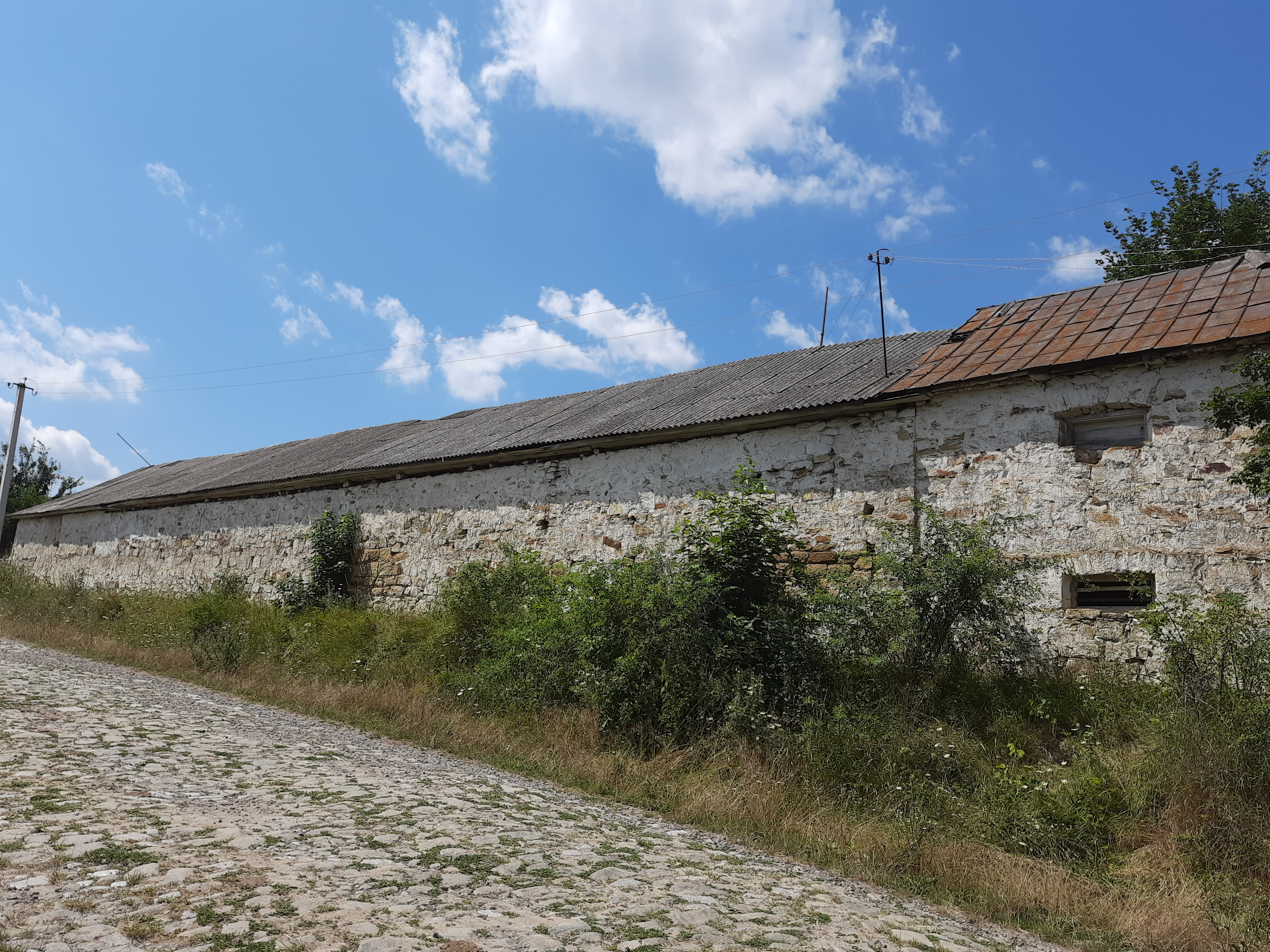
Господарська будівля
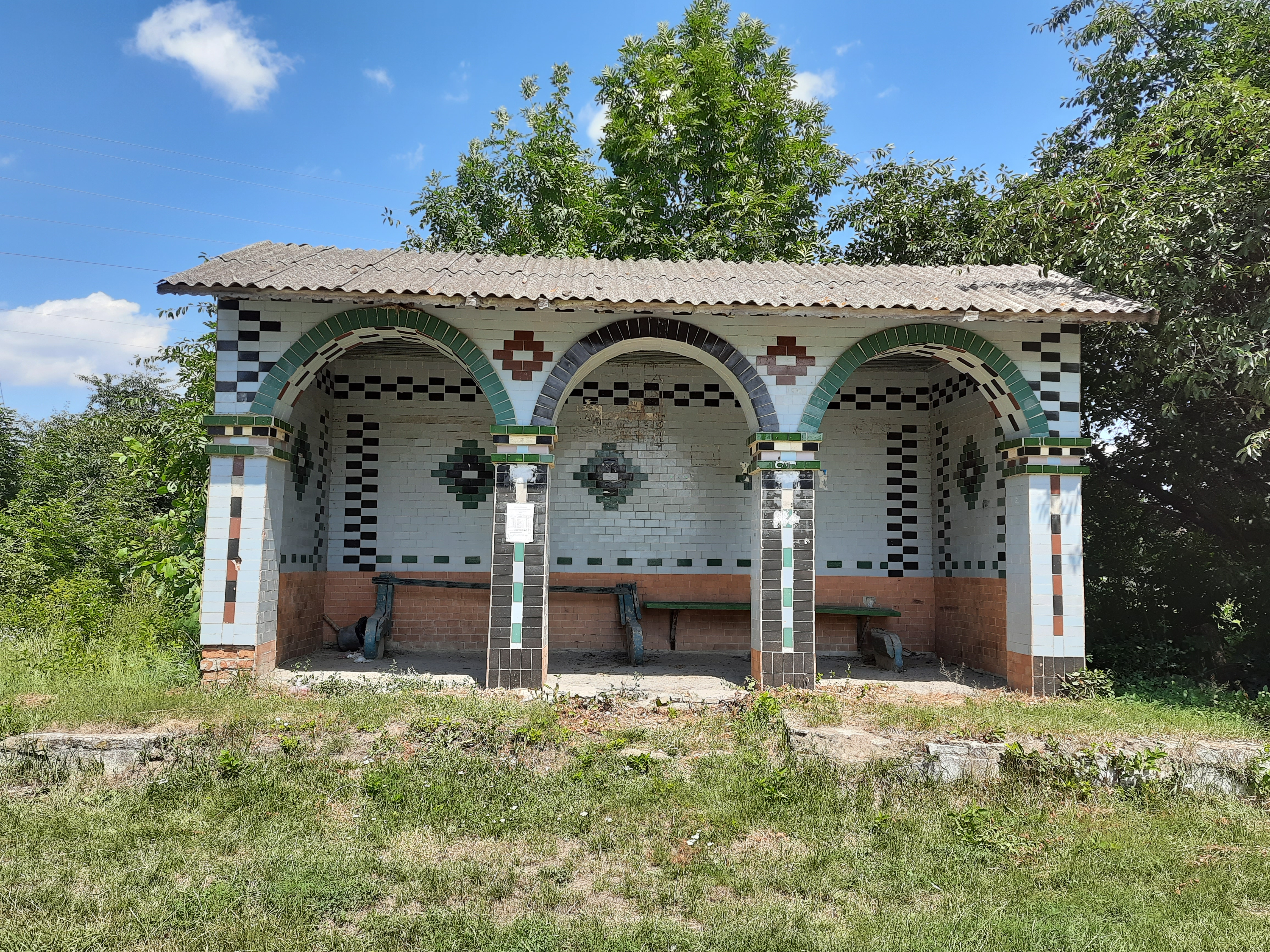
Автобусна зупинка